# Скайлер-Фоллс (Нью-Йорк)
Скайлер-Фоллс (англ. Schuyler Falls) — місто (англ. town) в США, в окрузі Клінтон штату Нью-Йорк. Населення — 4843 особи (2020).

## Демографія
Згідно з переписом 2010 року, у місті мешкала 5181 особа в 1986 домогосподарствах у складі 1444 родин. Було 2120 помешкань
Расовий склад населення:
| - 97,2 % — білих - 0,7 % — чорних або афроамериканців - 0,5 % — азіатів - 0,1 % — корінних американців |

До двох чи більше рас належало 1,2 %. Частка іспаномовних становила 1,1 % від усіх жителів.
За віковим діапазоном населення розподілялося таким чином: 23,8 % — особи молодші 18 років, 64,0 % — особи у віці 18—64 років, 12,2 % — особи у віці 65 років та старші. Медіана віку мешканця становила 40,4 року. На 100 осіб жіночої статі у місті припадало 99,7 чоловіків;  на 100 жінок у віці від 18 років та старших — 97,7 чоловіків також старших 18 років.
Середній дохід на одне домашнє господарство  становив 72 080 доларів США (медіана — 65 319), а середній дохід на одну сім'ю — 81 132 долари (медіана — 75 841). Медіана доходів становила 50 137 доларів для чоловіків та 41 935 доларів для жінок. За межею бідності перебувало 9,0 % осіб, у тому числі 13,1 % дітей у віці до 18 років та 4,8 % осіб у віці 65 років та старших.
Цивільне працевлаштоване населення становило 2726 осіб. Основні галузі зайнятості: освіта, охорона здоров'я та соціальна допомога — 31,7 %, виробництво — 13,6 %, мистецтво, розваги та відпочинок — 11,4 %, роздрібна торгівля — 10,9 %.